# Régime juridique des blogs en France
En droit français, un blog ou blogue est considéré comme une publication en ligne et est donc soumis au double régime du droit de la presse et au droit de l'informatique.

## Statut juridique du blog
Juridiquement, les blogs sont considérés par la doctrine et la jurisprudence comme des sites du fait de leur vocation à donner  publicité aux éléments qu’ils rassemblent. De fait, ils seront soumis à l’application des règles propres à la communication publique, par opposition aux règles de la correspondance privée.
Ainsi, le blog relève d’une part du droit de la presse et donc de la loi du 29 juillet 1881, et d’autre part, puisqu’il s’agit d’un moyen de communication au public en ligne, il relève de la loi pour la confiance dans l'économie numérique du 21 juin 2004, de la loi  du 30 septembre 1986 relative à la liberté de communication, et de la loi no 78-17 du 6 janvier 1978 relative à l’informatique, aux fichiers et aux libertés.
Conformément à l’article 10 de la Convention européenne des droits de l'homme (CEDH) et à l’article 11 de la Déclaration des droits de l'homme et du citoyen de 1789, le principe de la liberté d’expression est applicable au blog. Le blogueur est donc libre du choix du contenu de son blog sous réserve de respecter les limites propres à cette liberté.
Si le blog répond aux conditions posées par l’article L. 112-1 du code de la propriété intellectuelle, il pourra recevoir la qualification d’œuvre de l’esprit et être ainsi protégé au titre du droit de la propriété intellectuelle.

### Droits et obligations inhérents à la création d’un blog
Les acteurs de la création d’un blog sont soumis au régime de la loi pour la confiance dans l'économie numérique (LCEN). Les éditeurs et les hébergeurs ont plusieurs droits et obligations.

D’abord, l’auteur d’un blog, qualifié d’éditeur d’un service de communication au public en ligne, doit respecter les conditions d’identification spécifiques prévues par l’article 6-III de la LCEN.  Cette règle tend à mettre à la disposition du public plusieurs informations concernant l’éditeur et/ou l’hébergeur dans ce qu’on appelle communément la « notice légale ».
L’obligation d’identification imposée aux éditeurs professionnels, personnes physiques ou morales, par l’article 6-III a) et b) LCEN est allégée pour les éditeurs non professionnels puisqu’ils peuvent décider de conserver leur anonymat (à condition toutefois d’exécuter leur obligation d’identification auprès de l’hébergeur).
En ce qui concerne l’identification de l’hébergeur du blog, que l’éditeur soit professionnel ou non, la LCEN impose qu’il mentionne clairement son identité.
Les éditeurs sont aussi tenus de désigner un directeur de la publication ou codirecteur de la publication.
De plus, le blog relève des dispositions relatives au traitement des données personnelles, ce qui impose au blogueur de faire une déclaration à la Commission nationale de l'informatique et des libertés (CNIL) s’il en traite. Sont dispensés de cette déclaration les blogs mis en œuvre par des particuliers dans le cadre d’une activité exclusivement personnelle. Les éditeurs non-professionnels qui n’auraient pas satisfait à cette obligation sont passibles des peines prévues par l’article 226-16 du code pénal, soit cinq ans d’emprisonnement ou 300 000 € d’amende.
L’hébergeur, quant à lui, se voit attribuer une obligation de conservation des données « de nature à permettre l’identification de quiconque a contribué à la création du contenu ou de l’un des contenus des services dont elles sont prestataires ». Le décret du Conseil d’État devant définir les données que l’hébergeur est tenu de conserver n’est pour l’heure, pas encore promulgué ce qui crée un important contentieux quant aux informations que l’hébergeur est tenu ou non de fournir. Il n’est pas à ce jour clairement exigé que l’hébergeur fournisse les nom et adresse de l’éditeur. Par contre, l’adresse IP doit quant à elle, être communiquée. Le manquement des hébergeurs à cette obligation est susceptible d’engager leur responsabilité civile.
Conformément à l’article 6-I, 7 LCEN, les hébergeurs ne sont pas soumis à une obligation générale de surveillance des informations qu’ils transmettent ou conservent. Cependant, ils doivent mettre en place « un dispositif facilement accessible et visible permettant à toute personne de porter à leur connaissance » l’existence de données considérées comme extrêmement contraires à l’intérêt général car faisant l’apologie de crimes contre l’humanité, incitant à la haine raciale, à la pornographie enfantine, ou bien encore attentatoires à la dignité humaine.

## Responsabilité du blogueur
Le blog est un outil de publication et de diffusion de contenu sur internet ; il entre dans la catégorie des services de communication en ligne, définie par la loi pour la confiance dans l’économie numérique  du 21 juin 2004 (LCEN).
De cette nature juridique du blog découle celle du blogueur, qui est dès lors considéré comme un éditeur. Il est soumis à ce titre à certaines obligations.
Aux obligations spécifiques de l’éditeur s’en ajoutent d’autres dont le manquement engage la responsabilité du blogueur. Ces obligations sont à respecter lors des démarches de création du blog, et au cours de la vie du blog.

### Création du blog

#### Choix d’une adresse d’accès
Lors de la création du blog, comme pour toute création d’une adresse d’accès de site Web, le blogueur doit veiller à ne pas porter atteinte aux droits de la personnalité – notamment le nom de famille –, au droit de la propriété intellectuelle – notamment le droit des marques, des signes distinctifs, le droit d’auteur – et au respect de l’ordre public. (Voir  la responsabilité pour le  contenu du blog 2.C)

#### Identification
La LCEN prévoit plusieurs obligations d’identification à accomplir par le blogueur, prévues à l’article 6-III : identification de l’hébergeur, de l’éditeur, du directeur de publication.
S’il le désire, le blogueur non professionnel a un droit à l’anonymat, c'est-à-dire à la publication sous pseudonyme, sous réserve de s’être identifié auprès de l’hébergeur.
Si ces obligations ne sont pas respectées, une sanction d’un an d’emprisonnement et 75 000 € d’amende est prévue à l’article 6-VI-2 de la LCEN.

### La vie du blog

#### Le blogueur publie le droit de réponse des personnes qui sont évoquées
Un droit de réponse pour toute personne nommée ou désignée dans un service de communication au public en ligne est prévu par l’article 6-IV de la LCEN. 
Le droit de réponse doit être adressé dans un délai de trois mois à compter de la première mise à disposition au public, au directeur de la publication, ou en cas de pseudonyme du blogueur, à l’hébergeur. La réponse doit être insérée dans les trois jours.

#### Le blogueur, qui s’exprime sur le blog qu’il a créé, ou sur le blog d’un tiers, est responsable des propos qu’il tient
Le blogueur est libre de ses propos, mais la liberté d’expression ne permet pas de tout dire. Il existe une limite au-delà de laquelle les propos sont constitutifs d’un abus, qui peut entraîner la mise en jeu de la responsabilité du blogueur. 
La loi et la jurisprudence ont dégagé et défini certains de ces abus d’expression, ainsi que les sanctions applicables, de nature civile ou pénale. 

##### La loi de 1881 sur la liberté de la presse
La loi de 1881 sur la liberté de la presse réprime les cas de diffamation et d’injure, (article 29) et prohibe l’apologie des crimes de guerre ou contre l’humanité, l’apologie ou la provocation à des actes terroristes, la provocation à la discrimination et à la haine raciale. (articles 24 et suivants) 
Dans ces cas, c’est le directeur de publication du blog qui est poursuivi comme auteur de l’infraction ; à défaut, l’auteur du message pourra être poursuivi.
Concrètement, le blogueur personne physique non professionnel à l’origine du message qu’il diffuse sur le blog de sa création en est responsable à titre d’éditeur, de directeur de publication et d’auteur.
S’il s’exprime sur le blog d’un tiers, il pourra être poursuivi comme auteur ou complice.
Si le blogueur est une personne morale, c’est le directeur de publication qui sera poursuivi, et l’auteur pourra l’être comme complice.

##### L’incitation à commettre des crimes ou délits est prohibée
Si la provocation est suivie d’effet, le blogueur est complice du crime ou du délit. (Article 121-7 du code pénal)

##### Concurrence déloyale
Des propos dénigrants, portant atteinte à l’image ou la réputation d’une entreprise, sont des actes de concurrence déloyale, et comme tels, ils peuvent engager la responsabilité pour faute du blogueur.

##### Catégories de personnes «censurées»
Certaines catégories de personnes sont soumises à une limitation particulière de leur liberté d’expression, comme les élèves (obligation de respecter les principes de vie en commun définis par le règlement intérieur de l’établissement scolaire), les salariés (obligation de loyauté vis-à-vis de l’employeur), ou les fonctionnaires (obligation de réserve).

#### Le blogueur est responsable du contenu et des éléments qu’il intègre dans son blog

##### Cas des atteintes aux droits de la personnalité
Le blogueur doit vérifier que le contenu qu’il intègre dans un blog ne porte pas atteinte aux droits de la personnalité portant notamment sur  la vie privée, l’image, le  nom, le domicile. L’autorisation de la personne concernée est indispensable pour faire figurer de tels éléments dans un blog. Elle peut s’adresser au juge pour faire cesser une utilisation non autorisée.
La diffusion de l’image ou des paroles des personnes enregistrées à leur insu, l’utilisation de l’image ou des paroles sous forme de montage sans autorisation,  constituent des délits.
Pour la première fois dans l'histoire de plateformes de blogging en France, une d'entre elles, OverBlog, a été jugée responsable de contenus litigieux non modérés malgré plusieurs demandes d'internautes. La cour d'appel de Montpellier a condamné Overblog le 15 décembre 2011 à supprimer les noms et prénoms de l'internaute sur toute la plateforme ou tout autres éléments pouvant l'identifier, et à 2 200 € de dommages et intérêts.

##### Cas des atteintes au droit de la propriété intellectuelle
Les textes, les dessins, les photographies, les marques et signes distinctifs et plus généralement toutes les créations originales des auteurs sont protégés par le droit. Reproduire ou représenter l’œuvre d’un tiers ou un objet protégé sans en avoir été préalablement expressément autorisé, mettre un lien vers un contenu qu’on sait illicite, sont des actes de contrefaçon, et sanctionnables comme tels.

#### Le blogueur est responsable  du contenu déposé par les tiers
Le blogueur, éditeur du blog ou directeur de publication, peut voir sa responsabilité engagée du fait d’un contenu déposé par un tiers.
Ce régime de responsabilité vient d’être aménagé par l’article 27 de la loi HADOPI, qui a vocation à s'appliquer indistinctement à l'ensemble des services de communication au public par voie électronique, ce qui inclut le blog.
Lorsque l'infraction résulte du contenu d'un message adressé par un internaute, le blogueur  éditeur est responsable du contenu déposé par des tiers sur son blog (1) s’il  a eu connaissance effective du message illicite avant sa mise en ligne, ou (2) si, dès le moment où il en a eu connaissance, il ne l’a pas retiré rapidement.[réf. nécessaire]